# Albin Roosval

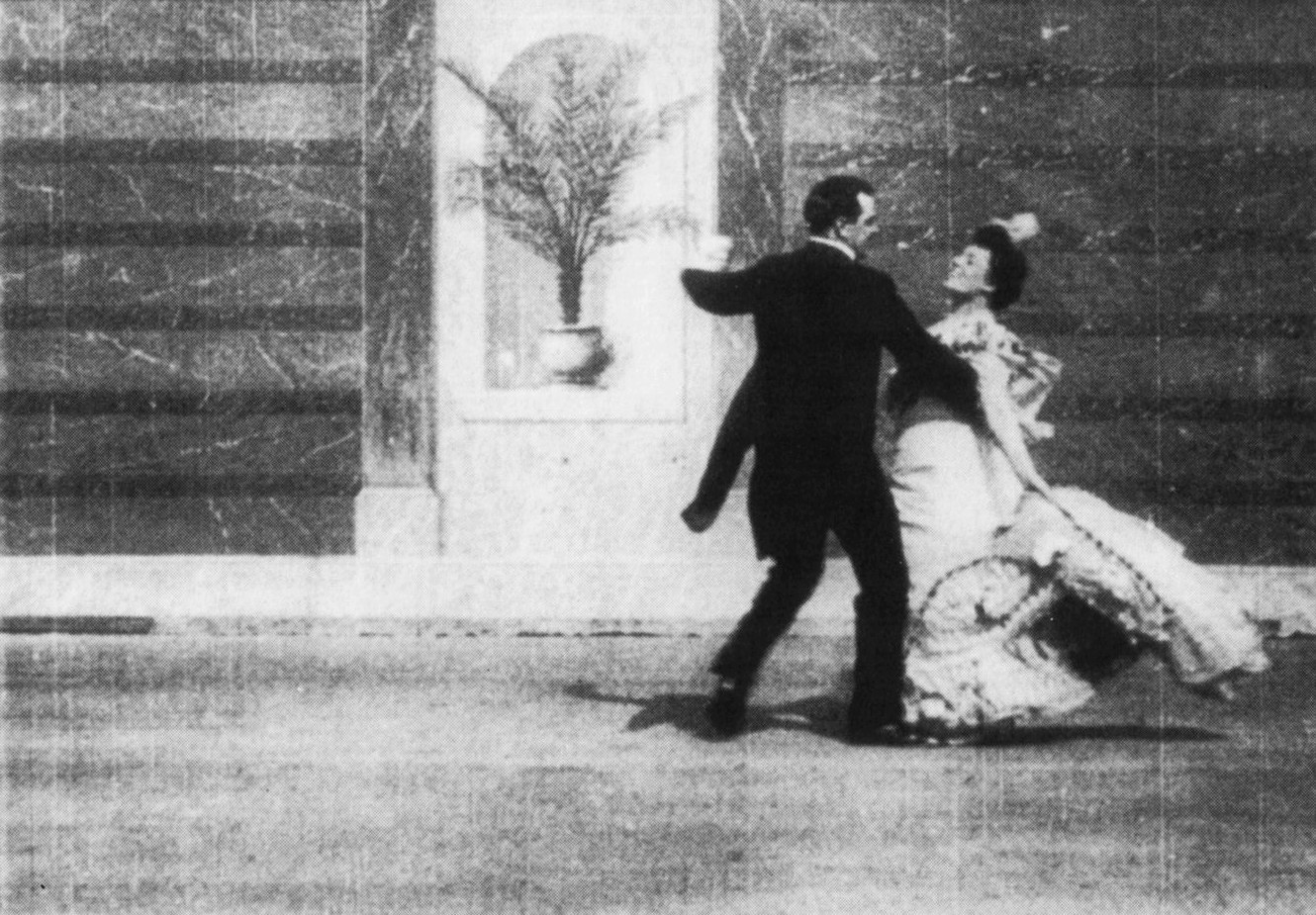
Emma Meissner och Carl Barcklind dansar i "Den glada änkan", produktion av Albin Roosval och premiärvisad på Apollo den 28 augusti 1907.

Magnus Gottfrid Albin Roosval född 4 augusti 1860 i Kalmar, död 13 november 1943 i Stockholm, var en svensk kulturjournalist, biografföreståndare och filmproducent. Han var en flitig författare av kulturhistoriska arbeten.

## Liv och verk
Albin Roosval var son till bankdirektören och konsuln John Roosval och Johanna Kramer. Han var bror till konstnären Gerda Roosval-Kallstenius och konsthistorikern Johnny Roosval. Albin Roosval studerade vid Lunds universitet 1878–1882 utan att avlägga någon examen. Han arbetade därefter 1883–1886 som banktjänsteman innan han övergick till fotografisk verksamhet.

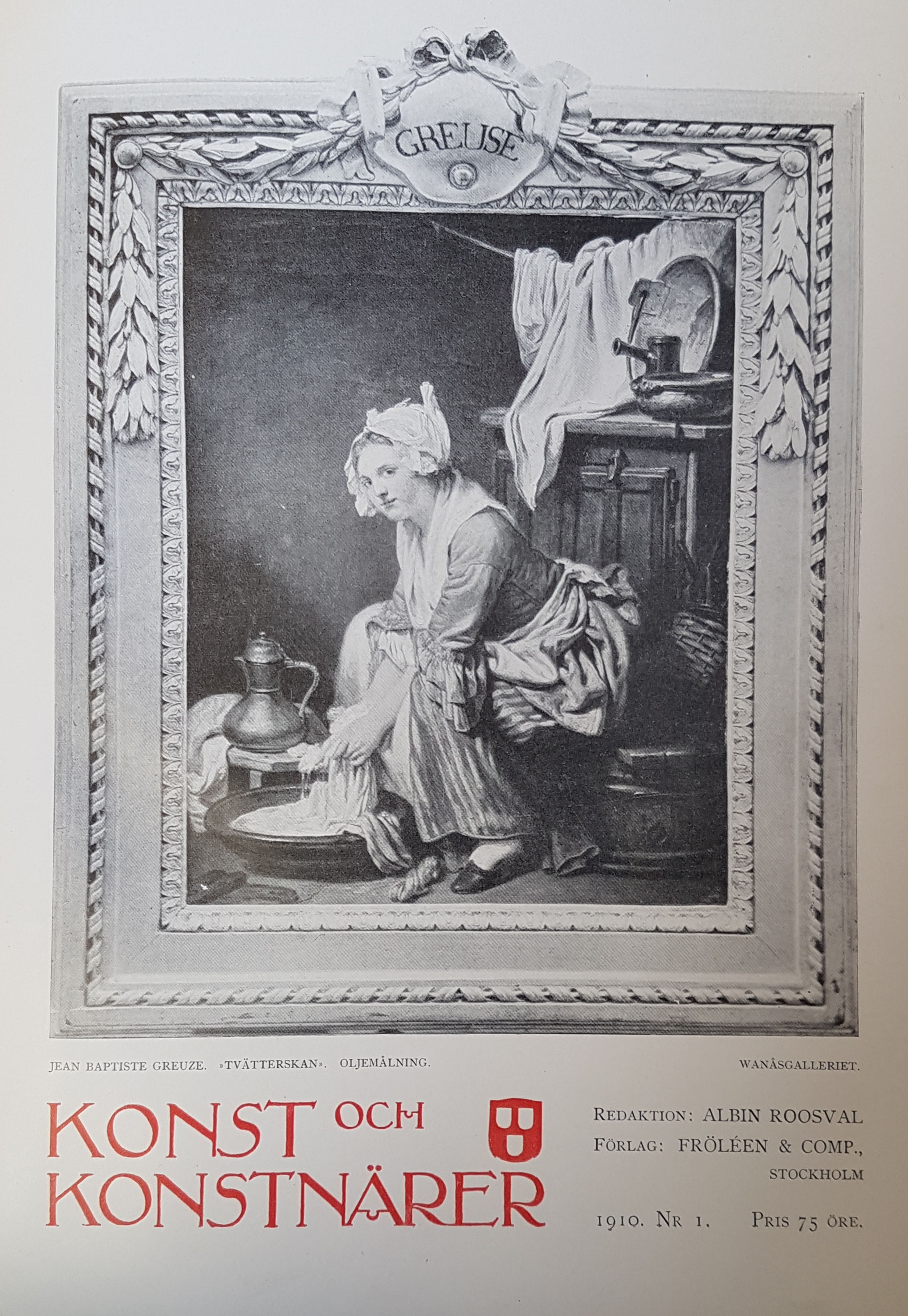
Titelsidan till Konst och konstnärer.

Han utgav 1888–1907 "Fotografisk tidskrift", var stiftare av, sekreterare och ordförande i Fotografiska föreningen och Svenska fotografernas förbund samt kommissarie vid flera fotografiutställningar. Roosval redigerade de illustrerade, serieverken "Scenisk konst" (1902–14), Konst och konstnärer (1910–14), "Svenska slott och herresäten" (1908–14 och 1918–23), "Sveriges städer" (5 band, 1913–25), "Svenska hem" (årgång 1–13, 1913–25) och "Saisonen. Magasin för konst, nyheter och moder" (årgång 1–10, 1916–25), samt utgav Teatern (1899–1901), Svensk musikkalender (1914) "Nationshusen i Uppsala" (1915), "Ur Maria Röhls portfölj" (I–II, 1916–19), "Storskolan i Kalmar" (band 1–2, 1923–24, tillsammans med Waldemar Swahn), Uppland i bilder (1928), Stockholm i tusen bilder (1930), Svenska konungar och stormän (1935), Svenska kvinnor i bild och text (1936). Därtill utgav han flera läroböcker i fotografering.
Samtidigt var han 1897–1898 ekonomidirektör i AB Svenska Dagbladet och 1899–1904 medarbetare i Svenska telegrambyrån. Han var även redaktör och utgivare av Svenska teknikern, offert- och facktidning för Sveriges industriidkare och tekniker som utkom 1893–1894.

## Biograf Apollo
Albin Roosval var den förste föreståndaren på biografen Apollo som öppnade den 4 augusti 1907 på Hamngatsbacken i Stockholm. Här visades kortfilmer delvis från det egna produktionsbolaget Apollo, exempelvis kortfilmerna Den glada änkan, Balett ur operan Mignon och Stockholms brandkår. Redan vid starten angavs "Svenska bilder" som biografens exklusiva specialitet. Den första tiden hade Apollo inga fasta visningstider utan man visade sin repertoar i oavbruten följd ackompanjerad av pianomusik, alltså en tidig form av non-stop-biograf. Roosvals målsättning var att visa svenskproducerad film. Eftersom tillgången av film var liten inledde han ett samarbete med Oscarsteatern för att filma delar av deras operetter.

## Producent
- 1907 – Balett ur operan Mignon
- 1907 – Den glada änkan
- 1907 – Stockholms brandkår

## Redaktör och utgivare av tidskrifter
- Amatörfotografen. Stockholm: Fotografisk tidskrift. 1904-1905. Libris 8774180 - Redaktör tillsammans med Gunnar Malmberg. -

Utgivare. 
- Fotografisk tidskrift : organ för Upsala Fotografiförening, Upsala. Stockholm: A. Roosval. 1888-1913. Libris 2947578 -  Redaktör tillsammans med Herman Hamnqvist 1901-1905. Huvudredaktör 1906:jan.-juni. Redaktör 1906:juli-sept. - Utgivare 1900-1906:sept.
- Jul-rosor (Svenska upplagan). Köpenhamn: E. Bojesens kunstförlag. 1885-1923. Libris 1597956 - Redaktör för Sverige 1910-1912.
- Konst och konstnärer. Stockholm: Fröléen & Comp. 1910-1914. Libris 1511649. https://runeberg.org/kok/ - Redaktör och ansvarig utgivare.
- Saisonen : magasin för konst, nyheter och mode. Stockholm: Saisonen. 1916-1925. Libris 3230584 - Redaktör (1916:1-2). Huvudredaktör 1916:3-1917:8. Redaktör (1917:9-1923). - I redaktionen 1924. - Ansvarig utgivare 1916-1923.
- Scenisk konst. Stockholm: Fröléen & comp. 1902-1915. Libris 2831600 - Redaktör och ansvarig utgivare.
- Svenska hem i ord och bilder. Stockholm: E. Lundquists bokförlag. 1913-1955. Libris 3621341 -  Redaktör 1913:2-1935. - Ansvarig utgivare (1913-1935).
- Teatern. Stockholm: H. W. Tullberg. 1899-1904. Libris 2312183 - Utgivare.